# 株式ニュース
『株式ニュース』（かぶしきニュース）は、テレビ東京系列（TXN）で1987年10月1日から2004年3月26日まで放送されたマーケット情報番組。

## 概要
それ以前にも『きょうの株式』『ファミリー経済情報』『マネー情報』『生活経済ニュース』といった経済関連の帯番組があったが、それをまとめる形で放送を開始し、同時に株式を伝える時間をそれまでの「きょうの株式」の2回から3回に増やした。東京証券取引所のスタジオ（開始当初はテレビ東京本社スタジオとの中継）での放送を経て、日経スタジオで放送。特に前場終値の回については、生活経済ニュースでも1社提供で協賛していた「東証取引員協会」（但し実質はその加盟証券会社各社による複数スポンサー）がそのままスポンサーについており、オリジナルのコマーシャルもあった。
日本経済新聞社の第一線で活躍する経済記者がその日の市況を詳細に分析し、投資家にわかりやすいアドバイスを送ってきた。その後、スタジオは日経スタジオから放送する形式となる。一時前場終値（前引け）の放送は『TXNニュースワイド11』の枠内コーナーとして吸収された時期もあった。
2000年10月2日に立会い（取引開始時）の部分を『Opening Bell』に、2001年10月1日には終値（大引け）の放送を『ニュース・日経夕刊』を統合して『Closing Bell』にそれぞれ移行、株式ニュースは前場終値（前引け）のみの放送となったが、2004年3月26日で終了し、『NEWS MARKET 11』に移行、17年間にわたって放送された『株式ニュース』は全て終了となった。
なお後述の通り3枠ともTXN系全国放送だったが、立会い部分（寄り付き）のネット局に関しては、『Opening Bell』以降はネット局が徐々に減少し、最後の番組となった『Mプラス 9』についてはテレビ東京のみの放送となっていた。
オープニングでは、長らく「TXN」のロゴと「協力 日本経済新聞社 制作著作 テレビ東京」のテロップが添えられていた。

## 放送スタイル
キャスターとコメンテーター（多くは日本経済新聞社の経済担当記者）が解説を交えながら株価を伝える。当初は、スタジオ内に株価ボード（古くは、きょうの株式の時代から使われていた7セグメント式デジタル表示、後にLED表示）を備え、それをカメラで左から右に撮影していた。途切れなく株価ボード画面を放送するため、2台のカメラが使われた。当然ながら、立会時間中途となる番組では、株価が変動すると、最新の値に変更表示され、株価表示が点滅する様子もそのまま放送される。
末期は、コンピュータ画面による株価表示に切り替えられ、スタジオから株価ボードが撤去された。キャスター席には株価情報端末が設置され、必要に応じて個別銘柄の情報を任意に入手することができ、解説に活用されていた。また、注目銘柄は個別銘柄の値動きグラフを表示するなどの詳細解説を行っていた。
前引けの放送では、時間が20分になって以降、主に水曜日と金曜日の後半に企画コーナーを放送していた（いずれも事前収録で、本編パートとは別のスタジオセットから放送）。水曜日には、証券会社のアナリストをゲストに招き、注目業種の株価動向を分析する企画が、金曜日には、日本経済新聞の記者（本編パートとは別の人物）や経済評論家などをゲストに招き、今後の経済全般や金融市場の動向を展望する企画が放送されていた。これらの企画は、後継の『NEWS MARKET 11』にも、放送曜日を含めてそのまま引き継がれた。
収録する日経スタジオはハイビジョンに対応していなかった。また、工事のミスにより、中継回線に不具合が生じたため、全編に渡って全く放送が行えない放送事故が発生したこともあった。この場合は静止画フリップにおいて、「復旧に全力をあげています。しばらくお待ち下さい」と表示するのみだった。

## 司会者
- 甲斐洋子（1990年4月から2003年9月まで）
- 佐中由紀
- 大里希世
- 槙徳子（1992年4月から1995年まで）

番組末期には、水・金曜日の企画コーナーのみ、加藤由紀子が担当するケースがあった。

## 放送時間
※すべて日本時間 (JST)で表記する。
| 期間      | 期間      | 午前立会い           | 前引け                                           | 大引け                |
| --------- | --------- | -------------------- | ------------------------------------------------ | --------------------- |
| 1987.10.1 | 1989.3.31 | 9:45 - 10:00（15分） | 11:40 - 11:55（15分）                            | 15:40 - 15:55（15分） |
| 1989.4.3  | 1990.9.28 | 9:40 - 10:00（20分） | 11:40 - 11:55（15分）                            | 15:40 - 15:55（15分） |
| 1990.10.1 | 1993.10.1 | 9:40 - 10:00（20分） | 11:30 - 11:45（15分） ※『TXNニュースワイド11』内 | 15:40 - 15:55（15分） |
| 1993.10.4 | 1997.9.26 | 9:40 - 10:00（20分） | 11:30 - 11:45（15分） ※『TXNニュースワイド11』内 | 15:37 - 15:55（18分） |
| 1997.9.29 | 2000.9.29 | 9:40 - 10:00（20分） | 11:30 - 11:50（20分）                            | 15:37 - 15:55（18分） |
| 2000.10.2 | 2001.3.30 | （放送なし）         | 11:30 - 11:50（20分）                            | 15:37 - 15:55（18分） |
| 2001.4.2  | 2001.9.28 | （放送なし）         | 11:10 - 11:30（20分）                            | 15:37 - 15:55（18分） |
| 2001.10.1 | 2004.3.26 | （放送なし）         | 11:10 - 11:30（20分）                            | （放送なし）          |

補足
- 開始当初は、土曜日10:35 - 10:45にも放送があったが、証券取引所の土曜日全面休場を受けて、1989年1月いっぱいで土曜日の放送を終了した。
- 大発会（原則1月4日）と大納会（原則12月30日）当日は、後場の取引がなかったため、通常大引けにあたる15時台の放送が休止となった[3]。この場合、『ニュース・日経夕刊』も休止としており、当該時間帯（15:30 - 15:55）は、ネット局ごとに別番組で穴埋めを行った。
- また、1月5日は中央競馬中継（中山金杯など）を行う場合があり、その際は、大引けの放送時間を15:45 - 16:00に変更していた。この場合も『ニュース・日経夕刊』は休止とした。

## ネット局
- テレビ東京
- テレビ北海道（開局1日後の1989年10月2日よりネット開始）
- テレビ愛知
- テレビ大阪
- テレビせとうち
- TVQ九州放送（1991年4月1日の開局よりネット開始。当時はTXN九州）
- BSジャパン（開局3日後の2000年12月4日よりネット開始。立会い部分の放送は既に終了していたために放送実績なし。現：BSテレビ東京）

### 前引け・大引けのみネット
放送局によって開始時期は異なり未詳だが1990年代から最終回までネット。いずれもニュース日経夕刊は放送していない。
- 岐阜放送(1992年4月より、前引けのみ)
- びわ湖放送
- 奈良テレビ放送（大引けのみ、1987年10月〜1988年3月、1989年4月〜最終回まで）
- テレビ和歌山（大引けのみ、1988年4月ネット開始）